# Hanggui Xiang
Hanggui Xiang (kinesiska: 杭桂乡, 杭桂) är en socken i Kina. Den ligger i den autonoma regionen Xinjiang, i den nordvästra delen av landet, omkring 970 kilometer sydväst om regionhuvudstaden Ürümqi. Antalet invånare är 40 496. Befolkningen består av 19 489 kvinnor och 21 007 män. Barn under 15 år utgör 25,0 %, vuxna 15-64 år 69 %, och äldre över 65 år 4,0 %.
Genomsnittlig årsnederbörd är 55 millimeter. Den regnigaste månaden är maj, med i genomsnitt 15 mm nederbörd, och den torraste är oktober, med 1 mm nederbörd.